# Igor N’Ganga
Igor N'Ganga (Kinshasa, 1987. április 14. –) kongói válogatott labdarúgó, az Aarau játékosa.
A kongói válogatott tagjaként részt vesz a 2015-ös afrikai nemzetek kupáján.

## Sikerei, díjai
Aarau
- Svájci másodosztályú bajnok (1): 2012–13